# Chiré-en-Montreuil
Chiré-en-Montreuil è un comune francese di 895 abitanti situato nel dipartimento della Vienne nella regione della Nuova Aquitania.

## Società

### Evoluzione demografica
Abitanti censiti